# Никифоров, Сергей Васильевич
Сергей Васильевич Никифоров — капитан Вооружённых Сил СССР участник Афганской войны, погиб при исполнении служебных обязанностей.

## Биография
Сергей Васильевич Никифоров родился 7 апреля 1958 года в посёлке Чаны Новосибирской области. Окончил Чановскую среднюю школу № 1. Окончил Челябинское высшее военное авиационное училище штурманов, после чего служил в различных частях Военно-воздушных сил СССР в Сибирском военном округе.
В апреле 1988 года капитан Никифоров был направлен для дальнейшего прохождения службы в Демократическую Республику Афганистан. Будучи штурманом военно-транспортного самолёта «Ан-26» (по другим данным, «Ан-12») 1-й эскадрильи 50-го отдельного смешанного авиационного полка, он занимался перевозкой продовольствия, лекарств, раненых и погибших солдат и офицеров.
24 июня (в Книге Памяти ошибочно указана дата 24 августа) 1988 года при выполнении очередного боевого задания в районе города Баграма его самолёт был сбит моджахедами, при падении погиб весь экипаж — командир 1-й эскадрильи подполковник Александр Николаевич Косьяненко, командир экипажа майор Владимир Владимирович Косолович, второй пилот старший лейтенант Рамиль Рашитович Шайхутдинов, бортовой техник лейтенант Александр Владимирович Ефименко, старший воздушный радист прапорщик Виктор Владимирович Полищук.
Похоронен на кладбище посёлка Чаны Новосибирской области.
Указом Президиума Верховного Совета СССР капитан Сергей Васильевич Никифоров посмертно был удостоен ордена Красной Звезды.

## Память
- В честь Никифорова названа улица в микрорайоне Пашино (ныне — Калининский район города Новосибирска)[2].
- На здании Чановской средней школы № 1, которую оканчивал Никифоров, установлена мемориальная доска[2].
- В музее посёлка Чаны Новосибирской области экспонируются китель, фотографии и документы Никифорова[2].
- Вдова Сергея Никифорова, Наталья Никифорова, возглавляет Новосибирскую общественную организацию семей военнослужащих, погибших в Афганистане и других локальных конфликтах. При её участии регулярно проводятся различные памятные мероприятия[4].